# سین ثورنلی
سین ثورنلی (انگلیسی: Sean Thornley؛ زاده ۳۱ مهٔ ۱۹۸۹) یک تنیس‌باز بازنشسته اهل بریتانیا است.